# Sang d'encre (festival)
Pour les articles homonymes, voir Sang d'encre.
Le festival du roman policier Sang d'Encre a lieu chaque année depuis 1995 à Vienne en Isère (France).

## Festival Sang d'Encre
L'intitulé exact du salon est Journées autour du roman policier. Né de la passion de quelques personnes pour le roman policier, le premier festival Sang d'Encre a vu le jour à Vienne, en Isère, en novembre 1995. Organisé par la MJC et la bibliothèque de Vienne, ces journées autour du roman policier ont acquis au fil des années une grande notoriété auprès des auteurs, des éditeurs, des libraires et du public. Sont décernés lors du festival plusieurs prix littéraires.

## Organisateurs
- François Joly, directeur artistique, Président de la M.J.C. de Vienne
- Guy Girard, directeur technique, Directeur de la M.J.C. de Vienne
- Odette Mercier, documentaliste au lycée de Saint-Romain-en-Gal (Isère Rhodanienne et Nord-Isère)
- Éliane Renard, Conservatrice de la Bibliothèque Municipale de Vienne

## Prix décernés lors du festival
Catégories
- Prix Sang d'Encre (depuis 1995)
- Prix Sang d'Encre des lycéens (depuis 1999)
- Prix des lecteurs (« Gouttes de Sang d'Encre »)
- Prix BD noire « Bulles d'Encre », en partenariat avec le festival de la Bulle d'Or de Brignais (depuis 2007)
- Concours de la nouvelle Sang d'Encre des lycéens (depuis 2001)
- Concours de la nouvelle "Brèves de Sang d'Encre" catégorie adulte